# 巴格达什冰淇凌店
33°30′40″N 36°18′13″E / 33.511075°N 36.303733°E

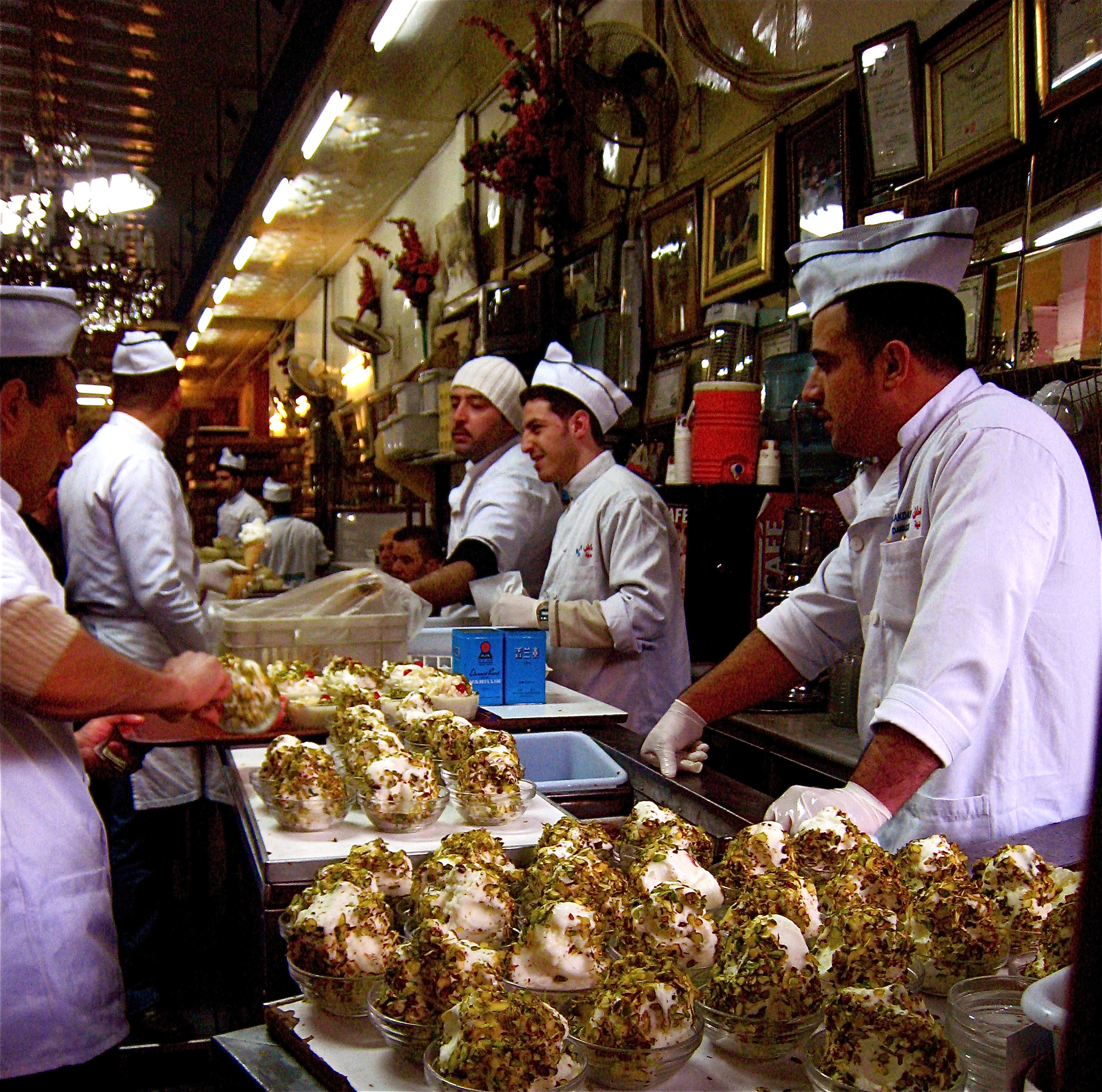
巴格達什冰淇淋店

巴格達什（阿拉伯语：‎；Bakdash）是敘利亞大馬士革的一家土耳其冰淇淋店。該店成立于1885年，位於大馬士革老城區的哈米迪亞集市。這種冰淇淋用洋乳香和蘭莖粉制作，口感富有彈性，上面覆蓋阿月渾子。該店在阿拉伯世界非常著名，已成為一個熱門的旅游景點。